# 선하이 고속공로 원링 대계단 탱크로리 폭발 사고

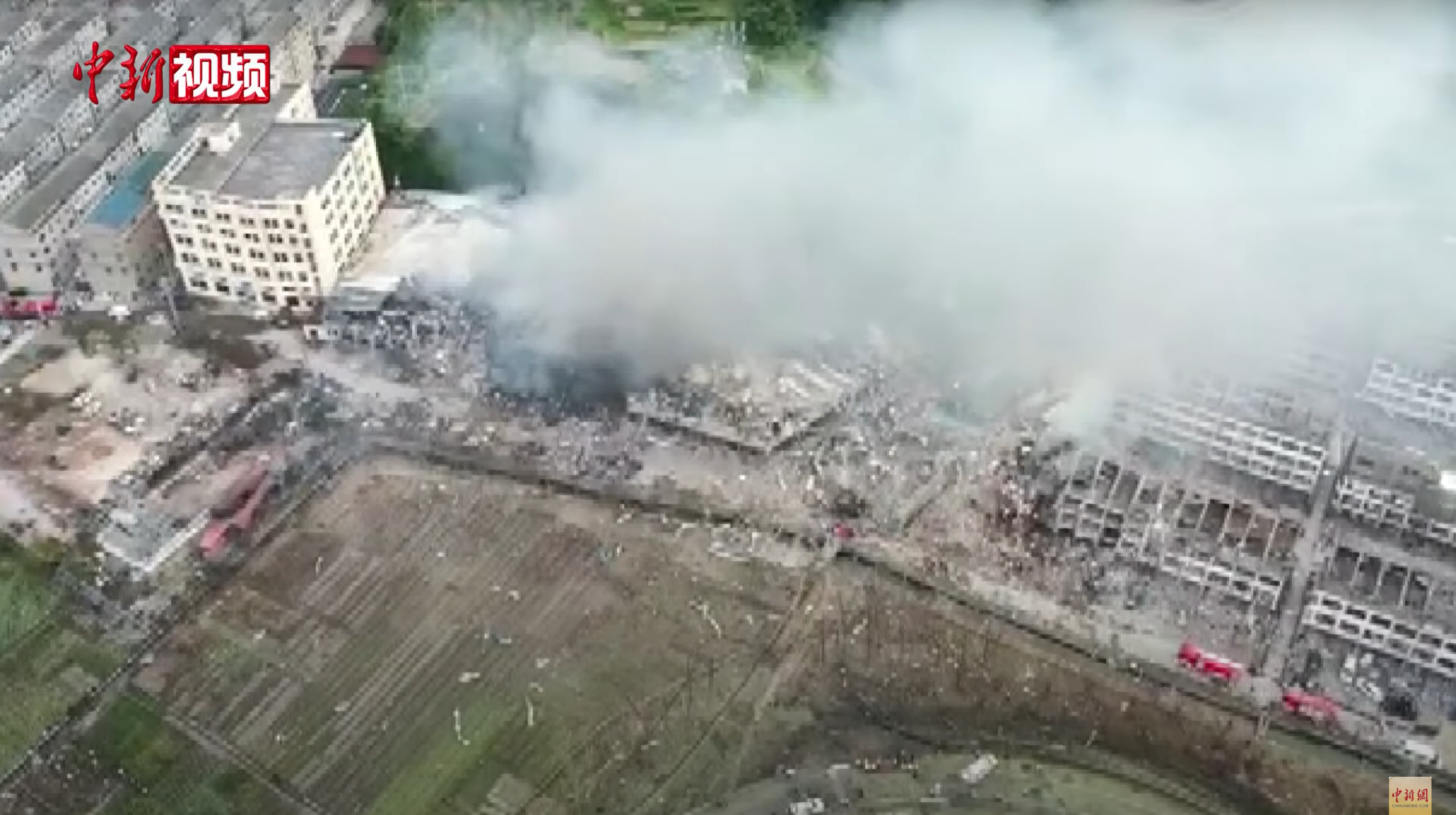
사고 주변 지역 전경.

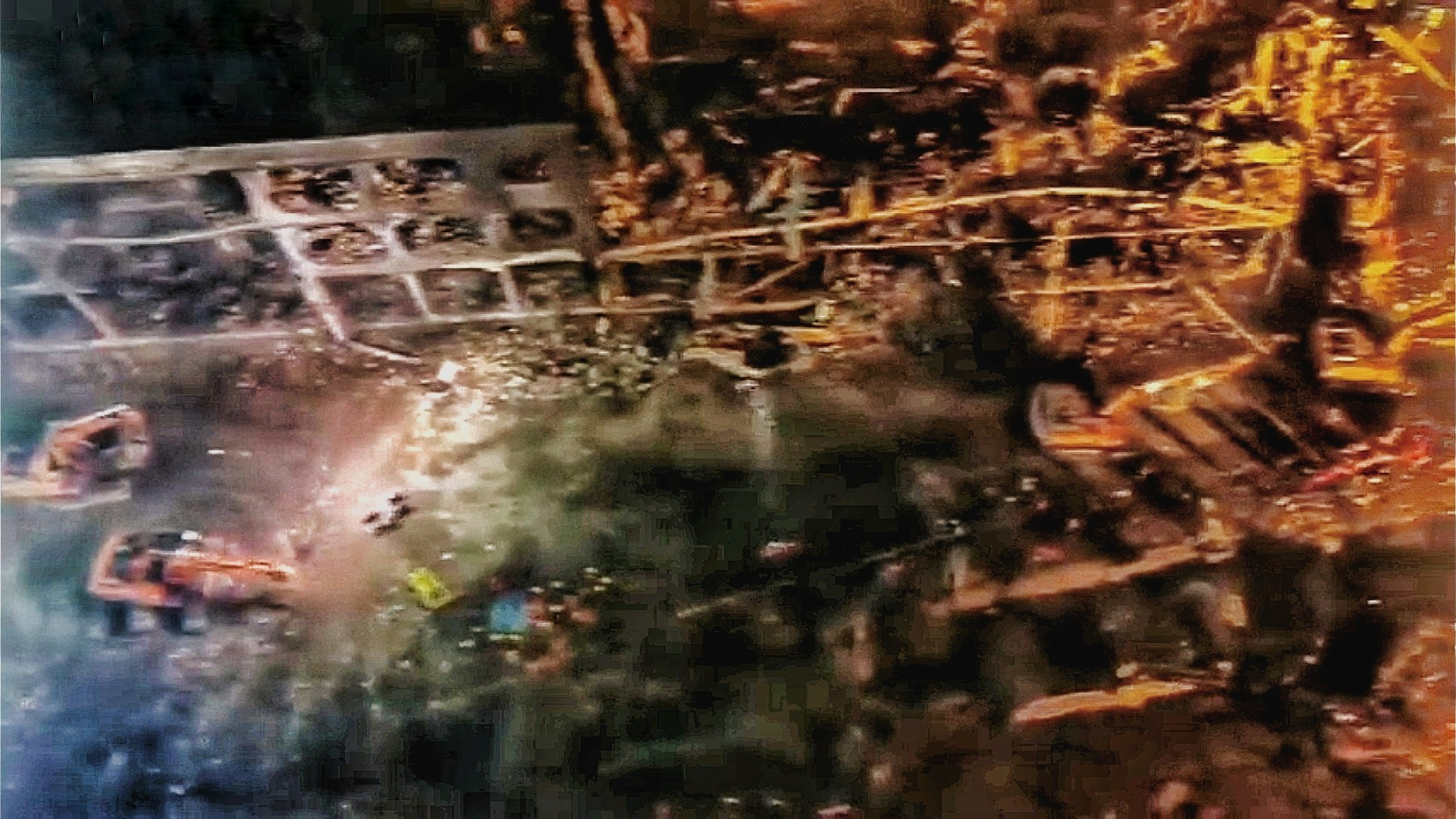
폭발 사고가 일어난 뒤의 구조대가 사고 현장을 수습하고 있는 모습

선하이 고속공로 원링 대계단 탱크로리 폭발 사고(중국어: 6·13沈海高速温岭大溪段槽罐车爆炸事故)는 2020년 6월 13일 오후 4시 46분(한국/일본 표준시 : 오후 5시 46분), 중화인민공화국 저장성 타이저우시 원링시의 용타이원 고속공로(선하이 고속공로의 보조 고속도로)의 위에서 탱크로리가 폭발하여 일어나는 교통 사고이다. 이 사고의 여파로 주택 등 건물이 파괴되는 등, 피해가 큰 것으로 보고되어 있다. 또한 인명 피해로는 20명이 숨지고 172명의 부상자가 발생되는 사건을 가리킨다. 

## 사건 개요
중국중앙텔레비전에 따르면 현지시간으로 6월 13일 오후 4시 46분쯤 저장성 원링시의 용타이원 고속도로의 출구 인근 지역에서 탱크로리가 폭발하여 길가의 인근 건축물들이 일제히 무너졌으며, 폭발의 여파에 따른 지상 4층 규모의 건물 여러 동이 크게 파손되었고, 그 중에서 1동은 완전히 붕괴되면서 인명 피해가 커졌다. 초기 조사 결과, 폭발한 탱크로리는 액화석유가스를 수송하는 차량으로 닝보시를 출발, 원저우시로 향할 예정에 있어, 지금까지 계속 수색중인 것으로 드러나고 있다.